# Máté P. Gábor
Máté P. Gábor (Zalaszentgrót, 1974. augusztus 20. –) magyar színész.

## Életpályája
Zalaszentgróton született, 1974. augusztus 20-án. Zalaegerszegen, a Báthory István nevét viselő kereskedelmi- és vendéglátóipari iskolában végezett. A veszprémi színház színészképző stúdiójában folytatott színészi tanulmányokat. 1994-től a Veszprémi Petőfi Színház tagja. Franciaországban, Avignonban  Hamlet szerepében láthatta a közönség, és vendégként játszott a Békéscsabai Jókai Színházban is. A Hamletről mesélte: 

„Avignonban huszonkétszer játszottuk. Óriási felelősség, amikor idegen nyelven játszik az ember, ráadásul nem is tanultam addig a nyelvet. Kihívás volt, és úgy érzem, sikerült teljesíteni.”

 Szülővárosában barátaival, alkotótársaival létre hozta a Zalavölgyi Kultúrtivornyát, mely Zalaszentgrót városának legnagyobb összművészeti fesztiválja.Írt mesejátékokat, melyeket bemutattak és zeneszerzéssel és dalszövegírással is foglalkozik.

## Fontosabb színházi szerepei
- William Shakespeare: Hamlet. Intolerable (Hamlet. Tűrhetetlen - A Shakespeare remix).... Hamlet
- William Shakespeare: Vízkereszt, vagy amit akartok.... Pap
- William Shakespeare: Rómeó és Júlia.... Benvolio
- William Shakespeare: Ahogy tetszik... Vili, parasztlegény
- William Shakespeare: Sok hűhó semmiért.... Lasponya
- William Shakespeare: Titus Andronicus.... Martius, Titus fia; Demetrius, Tamora fia
- Carlo Goldoni: A komédiaszínház.... Arlecchino
- Carlo Goldoni: A kávéház.... Trappola (pincér)
- Carlo Goldoni: A chioggiai csetepaté.... Altiszt
- Johann Wolfgang von Goethe – Rupert Seidl: A patkány.... Patkány
- Friedrich Schiller: Ármány és szerelem.... Komornyik, a Kancellárnál
- Szophoklész: Oidipusz Kolónoszban.... Polüneikész
- Euripidész: Iphigeneia Auliszban.... Hírnök
- Lev Nyikolajevics Tolsztoj: Anna Karenina.... Nagykövet (Cord)
- Lev Nyikolajevics Tolsztoj: Legenda a lóról.... Feofán
- Anton Pavlovics Csehov: Cseresznyéskert.... Jepihodov
- Alekszandr Nyikolajevics Osztrovszkij: Vihar.... Sapkin
- Makszim Gorkij: Éjjeli menedékhely.... Bubnov (sapkakészítő)
- Mihail Afanaszjevics Bulgakov: Molière (Álszentek összeesküvése).... De Laissac márki (hamiskártyás)
- Bertolt Brecht: Koldusopera.... Leprás Mátyás; Fűrész Róbert
- Bertolt Brecht: A szecsuáni jólélek.... Sufu
- Arthur Miller: Pillantás a hídról.... I. Bevándorlási tiszt
- Henrik Ibsen: A vadkacsa.... Balle (igazgató)
- Harold Pinter: A gondnok.... Aston
- Ken Kesey – Dale Wassermann: Kakukkfészek.... Cheswick
- Mark Rozovszkij: Legenda a lóról.... Feofán és Fritz
- Rupert J. Seidl: A patkány.... Patkány
- Rainer Werner Fassbinder: A szenny, a város és a halál.... szereplő
- Neil Simon: Furcsa pár.... Speed
- Giulio Scarnacci – Renzo Tarabusi: Kaviár és lencse.... Alexis (inas)
- David Seidler: A király beszéde.... Stanley Baldwin, brit miniszterelnök
- Peter Stone – Maury Yeston: Titanic.... Edgar Beane, utas
- Pierre Choderlos de Laclos – Christopher Hampton: Veszedelmes viszonyok.... Végrehajtó (Gercourt)
- Dan Gordon: Esőember.... Mr. Mooney; rendőr
- Fernando Arrabal: Tábori piknik.... Első szanitéc
- Szigligeti Ede: Liliomfi.... szereplő
- Madách Imre: Az ember tragédiája.... szereplő
- Nagy Ignác: Tisztújítás.... Hajlósi, aljegyző
- Mikszáth Kálmán: A Noszty fiú esete Tóth Marival.... Poltáry (alispán)
- Molnár Ferenc: Liliom.... Kádár István
- Móricz Zsigmond: Pillangó.... Tóby Jenő
- Móricz Zsigmond – Kocsák Tibor – Miklós Tibor: Légy jó mindhalálig.... Gyéres tanár úr (osztályfőnök)
- Móra Ferenc: Kincskereső kisködmön.... Bordács
- Nóti Károly – Zágon István: Hyppolit, a lakáj.... Makáts Csaba
- Nóti Károly – Fényes Szabolcs – Szenes Iván: Nyitott ablak.... Őrmester; Katona
- Dobozy Imre: A tizedes meg a többiek.... Dunyhás
- Karinthy Frigyes: Tanár úr kérem.... Neugebauer, a rossz tanuló
- László Miklós: Illatszertár... Jancsi, kifutó
- Örkény István: Sötét galamb.... Csimma Tivadar; Rendőr; III. munkás; A sofőr; Motoros
- Gyurkovics Tibor: Nagyvizit... Dezső
- Pilinszky János: Ég és föld gyermeke.... Király (Szelíd király)
- Szabó Magda: Régimódi történet.... Majthényi Béla
- Szabó Magda – Kocsák Tibor – Miklós Tibor: Abigél.... Kőnig tanár úr
- Pozsgai Zsolt: Janus.... Vitéz János; Ulászló; II. Pius pápa
- Pozsgai Zsolt: Lélek, légy szabad.... Arany János
- Pozsgai Zsolt: A kölyök.... Ben; Harry II.; Felügyelő
- Lőkös Ildikó – Kálloy Molnár Péter: A mindenség elmélete.... Roger Penrose, matematikus; Orvos
- Tóth Loon: SzínházJegyetem 2.0.... Szagolnyák Imre, az alternatív dekódolás docense, az utolsó színész
- Máté P. Gábor: Zenekar a gomba alatt.... Tücsök
- Máté P. Gábor – Szili Péter: A szerenád.... Szódavíz
- Nagy Gergely – Silló Sándor: Ég és Föld.... szereplő
- Balázs Attila: A VoltEmber....  Dr. Hatvani István
- Müller Péter – Tolcsvay László – Müller Péter Sziámi: Isten pénze.... Jonathan; Mr. Crumb; Joe bácsi; Iskolamester
- Horváth Péter – Presser Gábor – Sztevanovity Dusán: A padlás.... Üteg
- Vajda Katalin: Legyetek jók, ha tudtok!.... Fulgenzio (idős pap)
- Ábrahám Pál: Viktória..... Csin; Adolf főpincér
- Kálmán Imre: A Montmartre-i ibolya.... Pipo de Frascatti tábornok (had- és szépügyi miniszter)
- Huszka Jenő: Bob herceg.... Plumpudding, borbély
- Huszka Jenő: Mária főhadnagy.... Krancz
- Lehár Ferenc: A víg özvegy.... Kromov (követségi tanácsos)
- Hervé: Nebáncsvirág.... Pierre Brunner (rendező)
- Berté Henrik: Három a kislány.... Thörrenfeldberger (festő)
- Eisemann Mihály: Tokaji aszú.... Devernyák ügyvéd
- Eisemann Mihály: Én és a kisöcsém.... Sas
- Zerkovitz Béla – Szilágyi László: Csókos asszony.... Ibolya Ede
- Alan Jay Lerner – Frederick Loewe: My fair lady.... Jamie; Harry
- Gerome Ragni – James Rado: Hair.... szereplő
- Arthur Laurents – Leonard Bernstein – Stephen Sondheim: West Side Story.... Anxious
- Tim Rice – Andrew Lloyd Webber: Jézus Krisztus szupersztár.... Apostol
- John Kander – Bob Fosse – Fred Ebb: Chicago.... Amos Hart (Celofan)
- Níkosz Kazandzákisz – Joseph Stein – John Kander – Fred Ebb: Zorba.... Mimiko
- Dale Wasserman – Joe Darion – Mitch Leigh: La Mancha lovagja.... Borbély
- Sólem Aléchem – Joseph Stein – Jerry Bock – Sheldon Harnick: Hegedűs a háztetőn.... Mordehaj, kocsmáros
- Rainer Werner Fassbinder: A szenny a város és a halál... Kisherceg
- Lionel Bart: Oliver!.... Noah Claypole (segéd a koporsókészítőnél)
- Đorđe Lebović: Az ezredik éjszaka.... Varázsló
- Đorđe Lebović: Csapda.... Nagyvadász
- Rudyard Kipling – Békés Pál – Dés László – Geszti Péter: A dzsungel könyve.... Majomkirály
- Antoine de Saint-Exupéry: A kisherceg.... Üzletember
- Alan Alexander Milne – Palásthy Bea: Titkos dalok - Micimackótól és barátaitól.... Micimackó
- Hans Christian Andersen – Pozsgai Zsolt – Bornai Tibor: Hókirálynő.... Ördög
- E. T. A. Hoffmann – Szurdi Miklós – Szomor György – Valla Attila: Diótörő és Egérkirály.... Búgócsiga, Londiner, Ludwig
- Grimm fivérek – Romhányi József: Hamupipőke.... Pitvarmester, főbajkeverő
- Weöres Sándor: A Holdbeli csónakos... Dumuzi
- Horváth Péter: A farkas szempillái.... Borz; Fényes Hajlott; Majom 1; Macskalány; Szamuráj 1
- Gabnai Katalin: A mindenlátó királylány.... Jakab
- Gabnai Katalin: A macskacicó.... Nade, legidősebb királyfi
- Asztalos István: Fehérlófia.... szereplő
- Szabó T. Anna: Szarvasok szövetsége.... Cset apja
- Dóczy Péter – Kozma András: Ég és Föld gyermeke.... Király; Szelíd király
- Süle Zsolt – Szűcs László – Tóth Loon: Madarat tolláról.... Verébfőnök
- Palásthy Bea: Ők heten (Brémai muzsikusok).... Kakas
- Zsurzs Kati: A rózsátnevető királykisassony.... János
- Benedek Elek: A rózsátnevető királykisasszony.... János
- Janikovszky Éva: Égigérő fű.... Rendőr;Igazgató
- Urbán Gyula: Egerek.... Pascal, varázsegér
- Csukás István: Mirr-Murr, a kandúr.... Kéményseprő; Körmös; Kóbor macska
- Lévay Szilveszter – Michael Kunze: Mozart!.... Fridolin Weber
- Topolcsányi Laura – Szomor György: Petőfifjú.... Pákh Albert

## Bemutatott színpadi művei
- Máté P. Gábor – Szili Péter: A szerenád (Veszprémi Petőfi Színház, 2012)
- Zenekar a gomba alatt (Veszprémi Petőfi Színház, 2015)

## Rendezés
- Zenekar a gomba alatt

## Filmek, tv
- Tűzvonalban (sorozat)

- Fehér por című rész (2008)..... Feri
- Tespi mesék: Ingerelt gazdaság (2008)..... Reporter
- A föld szeretője (2010)..... Lőrinc
- Janus (2011)
- Az idők végezetéig (2012)
- Tanár úr kérem - képek a középiskolából (A Veszprémi Petőfi Színház Ifjúsági Színháza előadásának tv-felvétele)
- Szeretföld (2017)..... Furulyás Ádám
- A szerenád (2021)[4]